# Provincia Malleco
Malleco (Provincia de Malleco) este o provincie din regiunea La Araucanía, Chile, cu o populație de 196.190 locuitori (2012) și o suprafață de 13433,3 km2.